# Timbres de France 1917
Cet article recense les timbres de France émis en 1917 par l'administration des Postes. 

## Généralités
Les timbres portent les mentions « République française Postes ». La valeur faciale est libellée en centimes (c) et francs (F).
Les timbres de France sont en usage en France métropolitaine, en Corse et en Algérie.
En pleine Première Guerre mondiale, deux émissions ont lieu, dont celle de 1917 au profit des orphelins de guerre des Postes et Télécommunications. Elle est l'une des trois seules émissions après les deux timbres Semeuse camée de 10 c surtaxés au profit de la Croix-Rouge française émis au tout début du conflit et avec le timbre grand format au profit de la même Croix-Rouge en 1918. Néanmoins, ces timbres de 1917 sont les premiers timbres commémoratifs de France.

### Tarifs
Voici les tarifs réalisables avec un des timbres émis en 1917. Tous les tarifs sont des multiples de 5 ou de 10 centimes, le timbre de 2 c + 3 c Veuve au cimetière servait à l'affranchissement des journaux non routés et routés 2e échelon.

Tarifs intérieurs du 1er janvier 1917 :
- 10 c : carte postale 5 mots
- 15 c : carte postale et lettre simple
- Les timbres de 15 c à 35 c correspondent à un des échelons de poids des imprimés, échantillons et lettres. Les trois valeurs les plus fortes (50 c, 1 F et 5 F) servent de compléments en cas de recommandation ou de paquets particulièrement lourds.

Tarifs vers l'étranger du 1er janvier 1917 :
- 15 c : carte postale
- 15 c : lettre frontalière vers la Belgique, l'Espagne et la Suisse
- 25 c : lettre simple
- 50 c : Lettre recommandée (25c+25c=50c)
- Pour réaliser la plupart des autres tarifs avec un timbre de la série Orphelins de la guerre, l'adjonction d'un timbre de 5 centimes est obligatoire.

Les timbres d'usage courant disponibles à l'époque sont le type Blanc pour les plus petites valeurs (1 à 5 c), les deux types Semeuse (lignée et camée) pour les valeurs de 10 à 35 centimes, le type Merson pour les plus fortes valeurs (40 c à 5 F).

## Janvier
Le 1er janvier, entrent en vigueur de nouveaux tarifs postaux, majoritairement en augmentation et inchangés pour les imprimés et les lettres envoyés à l'étranger. À part l'affranchissement d'un imprimé sous bande (3 c), tous les tarifs sont exprimés avec des sommes multiples de 5 et de 10 centimes.

## Août

### Orphelins de la guerre

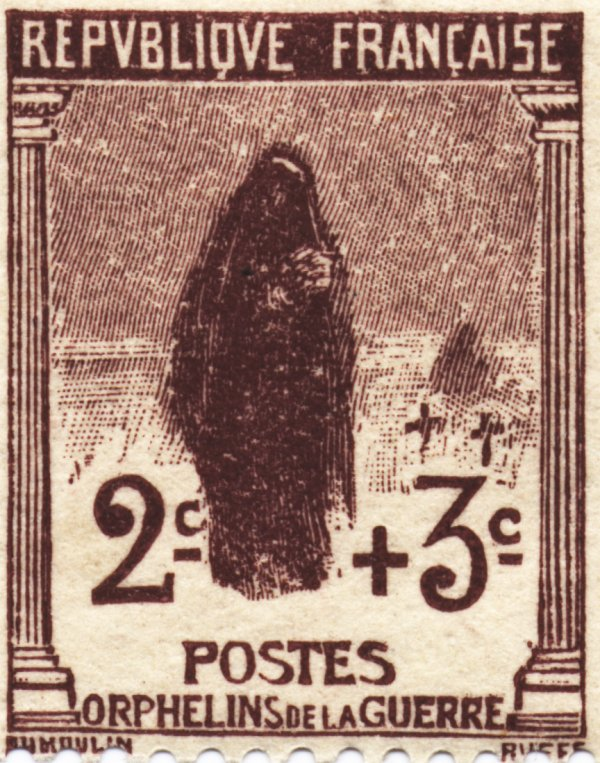
Le 2 c + 3 c Veuve au cimetière.

Pendant le mois d'août, conformément à un décret du 22 février 1916, sont émis sept timbres à surtaxe au profit des orphelins de la guerre des employés des Postes et des Télégraphes. Sur le 2 c + 3c, une veuve en noir et portant un bébé visite un cimetière suggéré par deux croix plantées dans le sol. Le 15 c + 10 c gris et le 25 c + 15 c bleu montre une femme labourant un champ à l'aide de deux chevaux. Sur le 35 c + 25 c bicolore, est visible une scène de tranchée, sans soldat visible ; le drapeau français flotte au vent, la légende porte les mots « honneur » et « patrie ». Le 50 c + 50 c est illustré de la statue du Lion de Belfort, symbole de la résistance de l'armée pendant la guerre de 1870. Le 1 F + 1 F rose et le 5 F + 5 F bleu représentent la Marseillaise du sculpteur François Rude, de son vrai titre Départ des volontaires de 1792 et visible sur l'arc de triomphe de l'Étoile, à Paris. 
Il s'agit de la première série de timbres commémoratifs émise en France, c'est-à-dire qui ne soit pas d'usage courant.
Les timbres sont dessinés par Louis Dumoulin et gravés par Léon Ruffe. Ils sont imprimés en typographie en feuille de cent cinquante pour les petits formats (2 c + 3c Veuve au cimetière, 15 c + 10 c Femme au champ et 25 c + 15 c Femme au champ) et de soixante-quinze exemplaires pour les quatre grands formats (35 c + 25 c Tranchée, 50 c + 50 c Lion de Belfort, 1 F + 1 F Marseillaire et 5 F + 5 F Marseillaise).
La série est démonétisée le 31 octobre 1922. À cause des surtaxes importantes, ces timbres ont peu servi sur le courrier.
Les catalogues nomment cette série « Orphelins de la guerre, 1re série » et y inclut le timbre de 5 c + 5 c vert montrant deux jeunes orphelins, émis en 1919 et également démonétisé en 1922. Les deux séries suivantes utilisent les mêmes illustrations, mais les valeurs faciales et des surtaxes varient. La 2e série est émise en septembre 1922. Une 3e série est émise entre décembre 1926 et février 1927.

### Sources
- Timbres de France 2005-2006, Paris, Dallay, 2006 (ISBN 978-2-9516689-8-0), p. 134-135.